# Glenoides
Glenoides är ett släkte av fjärilar. Glenoides ingår i familjen mätare.
Kladogram enligt Catalogue of Life:
| Glenoides | \| \| Glenoides lenticuligera \| \| \| \| \| \| Glenoides texanaria \| \| \| \| |
|           | \| \| Glenoides lenticuligera \| \| \| \| \| \| Glenoides texanaria \| \| \| \| |
|           | Glenoides lenticuligera                                                         |
|           |                                                                                 |
|           | Glenoides texanaria                                                             |
|           |                                                                                 |